# Enrico Alba
Enrico Alba (Monopoli, 25 agosto 1921 – Monopoli, 5 settembre 2012) è stato un politico italiano e deputato della Democrazia Cristiana per due legislature.

## Biografia
Durante la Seconda guerra mondiale, come ufficiale di complemento dell'Esercito Italiano non aderì alla Repubblica Sociale Italiana e per questo fu deportato per due anni nei campi di concentramento in Germania.
Dopo gli studi classici, conseguì la laurea in Lettere presso l'Università degli Studi di Bari. 
Fin da giovane appassionato di politica, fu segretario a Monopoli della Democrazia Cristiana nel 1947 e nel 1968. Consigliere comunale dal 1945 al 1975, assessore alla provincia di Bari fino al 1959. Nell'ottobre di tale anno diventa deputato, subentrando alla Camera dopo il decesso del collega Edmondo Caccuri; viene confermato anche dopo le elezioni politiche del 1963, rimanendo in carica a Montecitorio fino al 1968.
Fu inoltre presidente del Consorzio del porto di Bari e dirigente nazionale dell'ACLI.
Insegnante di Lettere presso la scuola media Galileo Galilei di Bari, fu autore di poesie e scritti, si ricordano il volume Il senso del ritorno (1993) e Fracassoni, fracassati e morti ammazzati, libro inchiesta sugli incidenti sulle strade di Monopoli e circondario. Negli ultimi anni partecipava con frequenza ad incontri con le scuole, portando la propria testimonianza di prigioniero nei campi di concentramento e di protagonista delle vicende cruciali della politica italiana del Novecento.
Morì all'età di 91 anni nel settembre 2012.